# 御府
御府（ぎょふ）とは、皇居の吹上御苑（東京都千代田区千代田）の南端にある木造倉庫群の総称である。

## 概要
「朕（明治天皇）が子々孫々に至るまで、永く保存して忠勇なる陸海軍の功績を不朽に伝ふ」ため、日清戦争後の1896年（明治29年）、明治天皇が最初に建てさせた施設である。以後、大日本帝国が参戦した戦争ごとに新たな施設が建てられ、戦利品や記念品、また戦没者の名簿が納められた。
第二次世界大戦後は廃止され、収蔵された戦利品は関係各国に返還された。建物の一部は破却・移築されたものの、以後も倉庫として利用されており、天皇の所有物や宮中儀式の用具が保管されている。倉庫群は吹上御苑内にあるため一般には公開されていないが、一部移築された建築物は役割を変えた上で一般に公開されている。

## 施設
戦争ごとに、振天府（しんてんふ）、懐遠府（かいえんふ）、建安府（けんあんふ）、惇明府（じゅんめいふ）、顕忠府（けんちゅうふ）の5つの施設が建造された。

### 振天府
1896年（明治29年）、日清戦争が終わった後、明治天皇の発案により、忠勇な日本陸海将士の勲功を保存するため、開戦後奉献された戦利品をおさめ、戦死諸勇士の肖像をあつめ、その姓名を留めて陳列し、これを振天府と命名した。
中央に、東西82尺（約31m）、南北20余尺（約7.6m）の本館が置かれ、その西に廊を隔ててわずか2間余の御休所が置かれた。本館正面楣上には、小松宮彰仁親王が天皇の命により書いた府の題額がかかげられた。本館内南側には海軍戦利品を、北側には陸軍戦利品をそれぞれ戦闘の順番によって陳列した。御休所の床には、広島大本営の図が掛けられ、柱の時計と花瓶は、広島大本営滞在中、天皇の玉座の側近くに置かれた物であった。中でもその花瓶は、一名「四兵の御花生」（しへいのおはないけ）と言い、歩兵・騎兵・砲兵・工兵の4つの兵科を象徴する武器の一片ずつを組み合わせて構成した物で、天皇が自ら考案し、従軍将士の労苦を日夕あわれんだ記念の品であった。
なお、御休所の北に、参考室があり、ここに有栖川宮熾仁親王、北白川宮能久親王以下、陣没陸海両軍将校の写真をかかげ、室内3段の棚には戦病死将卒1万626人の姓名を録した十数巻の巻物が安置されていた。
また、別に鹵獲（ろかく、戦利品）の大砲をおさめた砲舎があり、庭上には清国兵が威海衛の海軍公署にたてた帆檣、敵艦定遠号の水雷防御鉄網、金州城永安門の門扉等が配置されていた。府の設計意匠はもちろん、凡百の列品の陳列にいたるまで、ことごとく天皇の案に出て、将士の写真を額面にはさむまでてづからおこなったと伝えられる。
他にも、有光亭（ゆうこうてい）という、日清戦争威海衛戦の鹵獲品をもって構築された建造物が振天府参考室の西にあった。あずまや造りの極めて淡雅な建築で、その梁柱は清国兵が港口に沈置した防材を用い、周壁は敵の砲台にあった砲門上の石額で築かれ、楣上にかかげられた額は有栖川宮威仁親王が天皇の命により揮毫したもので、背面に文事秘書官・股野琢による撰有光の亭記がしたためられていた。

### 懐遠府
懐遠府は、吹上御苑内・霜錦亭の北にあった。1901年（明治34年）、義和団の乱が収束した後、日本将士の勲労をつたえようという明治天皇の発案によって造営された。施設内には戦利品をおさめ、陣没将卒の肖像と名簿を保管した。1968年（昭和43年）、建物は皇居東御苑に移設され、「諏訪の茶屋」として一般公開されている。

### 建安府
1910年（明治43年）、日露戦争ののち、忠勇な日本将士の英烈をつたえるため、明治天皇の発案により造営された。天皇は閑院宮載仁親王に命じて題額を揮毫させた。
中央本館は東西65尺（約20m）、南北26尺（約8m）、南に面して建てられ、海陸両軍の戦利品をおさめた。前庭西側に曲廊を架して、これに連続する2階建ての右翼陳列所には戦病将卒の写真、姓名録、ならびに日本軍が使用した小型武器、被服等がおさめられた。後に、当時出征した後備歩兵聯隊に授けられた軍旗50余が追加陳列された。このほかに、御休所、模型置場、日本軍使用の大型武器を陳列した施設、戦利に属する大型武器を陸海両軍に分けて格納した2つの舎屋などがあった。
模型置場は、1973年（昭和48年）11月に栃木県那須郡那須町に払い下げられて同町内に移築・復元の上、1974年（昭和49年）11月1日から那須町民俗資料館として使用・公開されている。
本館左翼側には唐碑亭があり、内部には旅順黄金山（現・中華人民共和国遼寧省大連市旅順口区）から日露戦争の戦利品として持ち出された鴻臚井が現在も安置される。中華人民共和国の一部の民間団体からは同碑の返還を求める行動が提起されているが実現には至っていない。
旧収蔵品の一部である旅順港閉塞作戦にて使用された日本海軍在籍の朝顔丸の船首像は、1948年（昭和23年）に御府から海技専門学院（現・海技大学校）に譲渡され、さらに神戸大学に引き継がれ、同大学の海事博物館に保管・展示されている。

### 惇明府
惇明府は、1918年（大正7年）、日独戦争（第一次世界大戦）終了後、建安府の西に置かれた。日本兵がイギリス軍と力をあわせ、青島を包囲してこれを破ったときの戦利品を保存するため、前出の各府の制に倣って大正天皇の発案により造営したものである。題額は、天皇の命により、東伏見宮依仁親王が揮毫した。

### 顕忠府
顕忠府は、1936年（昭和11年）に、昭和天皇の発案により造営された。日中戦争に関連する事物を収蔵・保管した。